# لجنة البرلمان الأوروبي لمراقبة الموازنة
لجنة مراقبة الموازنة (بالإنجليزية: Committee on Budgetary Control)‏ المعروفة اختصاراً بـ CONT هي إحدى لجان البرلمان الأوروبي تضم 30 عضو دائم. ويمكن اعتبارها بمثابة "المراقب السياسي" الداخلي للاتحاد الأوروبي، الذي يسعى إلى تحديد التطورات غير المرغوب فيها داخل مؤسسات الاتحاد الأوروبي وغيرها من الهيئات ومن ثم وضع اقتراحات بناءة للتحسين.
يرأس اللجنة حالياً نيكلاس هيربست.

## المسؤوليات
لجنة مراقبة الموازنة مسؤولة عن مراقبة تنفيذ موازنة الاتحاد الأوروبي، مما يعني أن أموال دافعي الضرائب يتم إنفاقها بكفاءة وفعالية ووفقًا لقانون الاتحاد الأوروبي. بالتعاون الوثيق مع محكمة المدققين، تقوم اللجنة بمراجعة حسابات مؤسسات الاتحاد الأوروبي وتقترح التحسينات من أجل ضمان الإدارة المالية السليمة. ويتناول مجال عملها حالات الاحتيال والمخالفات في تنفيذ الموازنة، ويقترح التدابير الهادفة إلى منع وملاحقة مثل هذه الحالات. وفي هذا السياق، تتواصل اللجنة مع المكتب الأوروبي لمكافحة الاحتيال لتعزيز مكافحة الاحتيال والفساد.
ويعتبر قطع حسابات الميزانية أحد أهم الأدوات المتاحة لدى البرلمانيين في اللجنة. من خلال هذا الإجراء، تقوم المفوضية بفحص تنفيذ ميزانية الاتحاد الأوروبي من قبل جميع الجهات الفاعلة المعنية، أي من بين أمور أخرى المفوضية والبرلمان والمؤسسات والوكالات الأخرى، على أساس التقرير السنوي لمحكمة المدققين الأوروبية. ولتحقيق هذه الغاية، تنظم اللجنة جلسات استماع تدعو إليها أعضاء الهيئات التي تنظر في أمرها. ويقوم البرلمانيون بعد ذلك بإرسال أسئلة مفصلة حول الأنشطة وأداء السنة المالية المعنية. تبدأ هذه العملية عادة في شهر أكتوبر من العام التالي ثم يتم التصويت عليها في اللجنة في شهر مارس وفي الجلسة العامة في شهر أبريل من العام التالي.

## روابط خارجية
- الموقع الرسمي